# St. Petri-Schnee
St. Petri-Schnee (auch: Sankt Petri-Schnee) ist ein Roman von Leo Perutz aus dem Jahr 1933. Der Text entstand vom September 1931 bis zum Januar 1933, erschien zuerst von April bis Juli 1933 in sieben Fortsetzungen in Die Dame, dann im September 1933 im Paul Zsolnay Verlag. Perutz beschrieb den politisch und psychologisch aufgeladenen Roman, in dem er „ein wahnwitziges wissenschaftliches Projekt mit der Geschichte einer fast hoffnungslosen Liebe verknüpfte“, als „vielleicht mein bestes Stück.“

## Kurzbeschreibung
Der mittelmäßige Berliner Mediziner Dr. Amberg „ist auf dem Weg, sich in der Provinz zu vergraben“, fällt aber in Osnabrück einem Autounfall zum Opfer, der ihn wochenlang ohne Bewusstsein lässt. Im Fieberwahn seiner schweren Verletzung – oder in der Wirklichkeit, falls es keinen Autounfall gab – erlebt Amberg während seines Aufenthalts im hinterwäldlerischen westfälischen Dorf Morwede das chemo-politische Experiment eines reaktionären Freiherrn mit, das weniger reaktionäre Folgen als vom Freiherrn gewünscht zeigt, nämlich zu einem kommunistischen Aufstand führt. Das Ende des Buches lässt offen, ob die angeblichen Ereignisse in Morwede sich tatsächlich zugetragen haben oder nur ein Wahngebilde Ambergs sind.

## Inhalt
Rahmenhandlung im Osnabrücker Krankenhaus I
Der Berliner Arzt Dr. Amberg erwacht in einem Osnabrücker Krankenhaus „in einem freundlichen, gut eingerichteten Raum, der offenbar für zahlende oder aus irgend einem anderen Grund bevorzugte Patienten bestimmt war.“ Obwohl Amberg kurz „durch eine rätselhafte Spiegelung mich selbst gesehen hat“, befindet er sich in einem Einzelzimmer. Die Krankenschwester behauptet Amberg gegenüber, er läge seit mindestens fünf Wochen im Krankenhaus, woraufhin Amberg sie bezichtigt, nicht die Wahrheit über seinen Aufenthalt in den vergangenen Wochen zu sagen. Ohnehin meint Amberg in der Krankenschwester eine Person wiederzuerkennen, die in seiner Variante der Wahrheit über die vergangenen Wochen eine aufständische Bäuerin gewesen ist, ebenso wie er im Krankenwärter jemanden zu erkennen glaubt, der in seiner Variante der Wahrheit ein Gutsverwalter war. Die Diskrepanzen zwischen Ambergs Variante der Wahrheit und der Variante, die das Krankenhauspersonal vertritt, beschränken sich nicht auf Personen, sondern auch auf die Art von Ambergs Verletzungen: Amberg führt seinen verletzten Arm auf Kampfhandlungen zurück, die ärztliche Visite sieht darin eine Rissquetschwunde aufgrund eines Auto-Unfalls. Und Amberg führt seine Kopfverletzung darauf zurück, dass man ihn mit einem Dreschflegel habe erschlagen wollen, während die Visite wiederum erklärt, Amberg sei von einem Auto angefahren worden: „Bruch der Schädelbasis, Bluterguß im Gehirn […]. Sie waren nicht gut dran, es hätte auch anders ausgehen können. Jetzt sind sie außer Gefahr.“
Binnenhandlung in Berlin und Osnabrück
In einem inneren Monolog stellt Dr. Amberg seine Wahrheits-Variante über die vergangenen Wochen dar: In einer Berliner Zeitung eines Bekannten ist er auf eine Stellenanzeige aufmerksam geworden, in der der Freiherr Baron von Malchin für seine Gemeinde Morwede einen Gemeindearzt suchte. Ambergs Bewerbungs-Korrespondenz ergibt, dass es sich bei dem Freiherrn um einen Bekannten seines verstorbenen Vaters handelt, und Amberg erhält die Stelle, fährt mit dem Zug von Berlin nach Osnabrück, wo er in den Zug nach Münster umzusteigen hat. Die Umsteigezeit verbringt Amberg damit, sich in Osnabrück umzuschauen, entdeckt im Schaufenster einer Antiquitätenhandlung unter anderem das Marmorrelief eines Männerkopfes, den Amberg „nicht zum erstenmal“ sieht, ohne dass Amberg sich an Details erinnern kann, sowie ein verstaubtes Buch Warum verschwindet der Gottesglaube aus der Welt? „Zehn Minuten vor Abgang meines Zuges [nach Münster] stand ich auf dem Platz vor dem Bahnhof. Und hier hatte ich jene unerwartete Begegnung mit dem grünlackierten Cadillac“, darin eine Frau, „und diese Frau kannte ich“: Es handelt sich um Kallisto Tsanaris, genannt Bibiche, Ambergs spröde griechische Ex-Kollegin vom Berliner Bakteriologischen Institut, in die Amberg sich verliebt und deren Abschied vom Institut er wegen Krankheit versäumt hatte, um anschließend von Bibiche unbemerkt ein Verhalten an den Tag zu legen, das man „heutzutage als ‘Stalking‘ bezeichnet.“ Amberg starrt „wie ein Hypnotisierter“ den Cadillac an; daher kommt es seiner Ansicht nach nur beinahe zu einem Autounfall, nach Ansicht des Krankenhauspersonals aber tatsächlich: Der etwaige Autounfall ist die „entscheidende Bruchstelle von Ambergs Erzählung“, die „wichtige Bifurkation“ zu beiden Varianten des Folgegeschehens, das nach Darstellung des Krankenhauspersonals aus einem mehrwöchigen Krankenhausaufenthalt besteht, nach Darstellung Ambergs aus seiner Weiterfahrt nach Morwede und dortigem Aufenthalt.
Binnenhandlung im Dorf Morwede
In Ambergs Darstellung ist Amberg über Münster und seine Eisenbahn-Endhaltestelle Rheda weiter nach Morwede gereist, wo ihn Fürst Praxatin empfängt, russischer Exilant und Gutsverwalter des Freiherrn von Malchin. Zunächst lernt Amberg die 13- oder 14-jährige Freiherrns-Tochter Elsie kennen, die an Scharlach erkrankt ist und im Försterhaus des Guts einquartiert wurde. In Elsies Krankenzimmer, allerdings im Schatten, weilt auch der Halbwüchsige Federico, dem Amberg das Versprechen abfordert, sich von der infektiösen Elsie fernzuhalten. Etwa in diesem Moment tritt Federico ins Licht, „und jetzt, in diesem Augenblick erst, sah ich sein Gesicht […]. Dieser Knabe trug auf unerklärliche Weise die Züge jenes gotischen Marmorreliefs, das ich ein paar Stunden vorher in Osnabrück […] gesehen hatte.“ Amberg wird im Haus des Dorfschneiders einquartiert, deren Gattin ihm die Wohnung und Kleider säubert, anfangs auch die Mahlzeiten bereitet. Ambergs erster Besucher ist der Schullehrer, der dem Freiherrn ein „fortschrittsfeindliches Regime“ attestiert und sich als humanistischer Freigeist geriert. Auch mit dem Freiherrn kommt Amberg ins Gespräch: Der Freiherr gesteht Amberg, dass Ambergs Vater durch „einen Gedanken, den er lässig hinwarf“ das weitere Leben des Freiherrn entscheidend beeinflusst habe. Völlig aus der Fassung gerät Amberg, als er von dem Freiherrn erfährt, dass der Freiherr Eigentümer des in Osnabrück erblickten Cadillac ist; immerhin aber überrascht es Amberg danach nicht, dass er eine Woche später die geliebte Bibiche in Morwede trifft, die für den Freiherrn arbeitet, nun die Vorzeichen ihrer Berliner Beziehung zu Amberg umkehrt und Amberg gegenüber meint: „Sie waren ein wenig hochmütig, geben Sie das doch zu, auch launenhaft, nicht wahr, vielleicht zu sehr verwöhnt von schönen Frauen. Die kleine griechische Studentin galt Ihnen nichts.“
Bei einem Besuch des Freiherrn in Ambergs Arzt-Praxis bringt der Freiherr „aus einer seiner Rocktaschen ein dünnes Glasröhrchen zum Vorschein und entkorkte es. Es schien einige Tropfen einer wasserhellen Flüssigkeit zu enthalten“, die „abscheulich“ riecht. Unumwunden regt der Freiherr an, dass Amberg einem im Wartezimmer weilenden, bekanntermaßen atheistischen Tagelöhner, den der Freiherr zeitweise beschäftigt, diese Substanz als Medizin andienen solle. Anfangs lehnt Amberg ab, doch der Freiherr beruft sich darauf, dass sie beide Wissenschaftler wären, „einer hilft dem anderen. Ich übernehme die Verantwortung dafür, daß dieses Mittel in keiner Weise den Organismus schädigt. Es ruft rein psychische Wirkungen hervor, vorübergehende Wirkungen übrigens. Es macht vielleicht den Mann für kurze Zeit ein wenig glücklicher“. Als Amberg zögert, fügt der Freiherr hinzu, dass diese Substanz eine Idee des verstorbenen Amberg-Vaters vorantreibe: „Ich weiß, daß ich einen großen und Ihnen teuren Schatten beschwöre. Aber alles, was geschieht, geschieht auch für ihn, für sein Andenken. Er hätte Ihnen sicherlich gesagt: Tu‘ es!“ Amberg willigt ein, nimmt noch die Order des Freiherrn entgegen, dass der Tagelöhner am Folgetag beim Freiherrn vorsprechen solle. Der Freiherr geht, Amberg denkt, ihm fehle „so ziemlich alles zu einem guten Arzt, nur vielleicht das eine nicht: die Gewissenhaftigkeit.“ Er zerstört das Röhrchen, flößt dem Tagelöhner stattdessen ein Placebo ein und gibt die Order des Freiherrn weiter, am Folgetag beim Freiherrn zu erscheinen. Der Tagelöhner ist entsetzt, führt er dieses ungewöhnliche Ansinnen doch auf seine heimlichen illegalen Handlungen im Wald des Freiherrn zurück; demzufolge wird der eigentlich atheistische Tagelöhner am Folgetag bei seinem reaktionären Freiherrn voller Reue zahlreiche Bibelstellen zitieren und zerknirscht seine Vergehen gestehen. Zuvor jedoch besucht Amberg Bibiche an ihrem Arbeitsplatz: einem Laboratorium. Bibiche sagt zu Amberg, sie hätte sich in dem Jahr, seit sie Amberg letztmals gesehen habe, sehr verändert: „Ich bin zum Gefäß eines ungewöhnlichen und großen Gedankens geworden. Er ist nicht der meine, das weiß ich, aber er erfüllt mich ganz“. Nachdem Amberg sie verlässt, fällt er in seine Stalking-Gewohnheit zurück, beobachtet das Haus. Der Freiherr Baron von Malchin kommt. „Er sah mich nicht, Bibiche öffnete ihm selbst die Tür. Dann wurden die Fensterläden geschlossen. Sechs Stunden stand ich in Schnee und Kälte und wartete. Um drei Uhr morgens erst verließ der Baron das Haus.“ Außer in Bibiches Laboratorium verbringt der Freiherr seine Nächte offenbar auch damit, englische Legitimisten zu empfangen, und macht Amberg gegenüber aus seinen politischen Ansichten kein Hehl: „Wenn Deutschland, wenn Europa eine Zukunft hat, so ist sie verknüpft mit dem Kaisertum von Gottes Gnaden und mit der Wiederkehr des Römischen Reiches Deutscher Nation“, und zwar nicht unter den Habsburgern geschweige denn den Hohenzollern: „Das Geschlecht der Staufer ist nicht erloschen […]. Es lebt und eines Tages wird es, seiner Bestimmung gemäß, nach der Krone und dem Mantel greifen“. Er, der Freiherr Baron von Malchin, habe vor elf Jahren in Bergamo einen Tischler aus der Blutlinie Enzios gefunden, der sich im Mittelalter noch während seiner Kerkerhaft fortgepflanzt habe. Im Haushalt des Tischlers: Manuskripte von Enzios Hand und der junge Federico, der letzte Staufer, der jetzt in Morwede lebe. Der irritierte Amberg geht ins Gespräch mit dem Schullehrer, der meint, der Freiherr empfange auch Legitimisten aus Frankreich, Polen sowie vermeintliche Abkömmlinge einstiger byzantinischer Kaiserhäuser und müsse zur Finanzierung dieser politischen Leidenschaft „alle Jahre ein Stück Feld oder eine Waldparzelle verkaufen“. Über Bibiche lässt der Schullehrer sich aus, dass ihre Laboratoriumstätigkeit „nur ein Vorwand“ wäre und der Freiherr sie entweder für sich oder für Fürst Praxatin als Geliebte aus Berlin geholt habe. Der schockierte Amberg unternimmt nach diesem Gespräch einen langen Spaziergang, besucht anschließend Bibiche im Laboratorium, wo er erstmals davon erfährt, dass sie mit Muttergottesbrand experimentiere, dessen Erwähnung somit erstmals Eingang in den Roman und in die Literatur findet.
Am Abend des gleichen Tages erinnert sich Amberg, woher er Federicos Antlitz und den Männerkopf des in Osnabrück erblickten Marmorreliefs kennt: Es handelt sich um die Teil-Nachbildung „eines gewaltigen Reliefs aus dem Dom von Palermo, das den letzten Hohenstaufenkaiser“ zeigt, woraus Amberg folgert: Wenn Federico offensichtlich ein Staufer sei und der Schullehrer in dieser Frage gelogen hätte, dann habe der Schullehrer auch über Bibiches Liebesverhältnisse gelogen. In weiteren Gesprächen, an denen der Freiherr teilnimmt, erfährt Amberg mehr über dessen Vorhaben, das dazu dienen soll, „die Glut des Glaubens wieder zu erwecken in einer Zeit, die leer und lau geworden ist“, und somit die Menschen zurückzuführen „zum Glanz der Krone und zu der Idee des Kaisertums von Gottesgnaden.“ Zum einen zitiert der Freiherr Ambergs Vater: „Das, was wir religiöse Inbrunst und Ekstase des Glaubens nennen […] bietet als Einzel- wie Massenerscheinung fast immer das klinische Bild eines durch ein Rauschgift hervorgerufenen Erregungszustandes.“ Zum anderen berichtet der Freiherr von seinen und später Bibiches Forschungen über die psychische Wirkung des Mutterkornalkaloides, bekannt in den Alpen als „St. Petri Schnee“, in Westfalen als „Muttergottesbrand“. Bibiche kam es dabei zu, „durch ein Destillationsverfahren aus dem Pilz und seinen Sporen das flüssige Rauschgift zu gewinnen“. Nachdem Amberg vermeintlich den Test bei einer Einzelperson, dem atheistischen Tagelöhner, ermöglicht habe und der Freiherr in des Tagelöhners reumütiger plötzlicher Bibeltreue einen Beweis seiner chemo-politischen These sieht, läge nun ein Test an der „Massenseele“ nahe. Als Amberg eines Samstags erfährt, dass der Freiherr die Bevölkerung zur Feier seines Namenstages unter anderem zu zwei Gläsern Schnaps einlädt, weiß Amberg: „Mit dem Schnaps zugleich trinken die Bauern das Rauschgift, das Bibiche aus dem Muttergottesbrand destilliert hat.“ Als der Freiherr zu Bibiche meint, als Führer müssten sie beide „leidenschaftslos und mit klarem Kopf über den Dingen stehen, […] um zu lenken, nicht aber, um mitgerissen zu werden“, erwidert Bibiche, dass ein Führer fühlen müsse, „wie die Menge fühlt, und denken, wie die Menge denkt“, und nimmt das Rauschgift-Destillat ebenfalls ein. Während laut eines Bauern, auf den Amberg trifft, überall in Morwede „gepredigt“ wird, gehen erst Amberg und dann der Schullehrer zum Freiherrn, den es entzückt, dass überall die Glocken läuten. Der Schullehrer dämpft das Triumphgefühl des Freiherrn: „Die Glocken läuten? Ja, die Glocken läuten, aber sie läuten Sturm und die Bauern singen, aber nicht Marienlieder, sondern die Internationale. Sie wollen Ihnen das Dach über dem Kopf anzünden, Herr Baron.“ Auf den Arm Federicos gestützt taucht der Pfarrer auf, der berichtet, er sei von den aufständischen Rauschgiftlern erst verprügelt und dann vorübergehend eingesperrt worden; immerhin habe er die Landjäger schon wegen des Aufstands alarmiert. Der Freiherr bewaffnet sich mit einem Revolver, die aufständischen Rauschgiftler dringen ein, angeführt vom berauschten Fürst Praxatin, der die Internationale brüllt und die rote Fahne schwenkt, sowie Bibiche, „mit haßerfüllten Augen und einem kalten, harten Zug um die Lippen“. Der Freiherr will auf Bibiche schießen, Amberg wirft sich in die Schussbahn, wird am Arm getroffen, fällt nieder, wird im nächsten Moment von einem Dreschflegel am Kopf getroffen, „und ich hörte Hupensignale und Kommandorufe“ des eintreffenden Landjäger-Kommandos, ehe er das Bewusstsein verliert.
Rahmenhandlung im Osnabrücker Krankenhaus II
Im Osnabrücker Krankenhaus versucht Amberg, der Wahrheit auf die Spur zu kommen, stellt beispielsweise den Krankenwärter, den er für Fürst Praxatin hält, zur Rede, dass er bei ihrer Begegnung in Morwede noch die Internationale gesungen hätte und die rote Fahne geschwenkt hätte. „Er wurde rot im Gesicht und dann ganz blaß“, verbittet sich solche Nachfragen und verschwindet, worin Amberg ein indirektes Geständnis des Fürsten Praxatin sieht. Allerdings beschwert sich der Krankenwärter beim Assistenzarzt, einem Ex-Kollegen Ambergs, der wiederum Amberg gegenüber erklärt: „Du sollst ihm seine politische Gesinnung vorgeworfen haben. Mein Gott, wir wissen hier natürlich alle, daß er bei den kommunistischen Umzügen die rote Fahne trägt. Er ist eben eingeschriebenes Parteimitglied.“ Auch das westfälische Auftauchen von Bibiche, ihrer einstigen Berliner Kollegin, sei einfach zu erklären: „Sie ist nämlich hier in Osnabrück verheiratet.“ Als Amberg, der in der Morwede-Handlung eine Liebesnacht mit Bibiche verbracht hat, mit seinem Liebesverhältnis zu Bibiche herausplatzt, reagiert der Assistenzarzt nüchtern: „Du wolltest sie zur Geliebten haben, du mußtest sie zur Geliebten haben, und so ist sie deine Geliebte geworden. Du hast das Unmögliche erreicht – im Traum, Amberg, im Fiebertraum, als du dalagst und deliriertest […]. Nimm die Sache nicht so schwer. Der Traum gibt uns mit verschwenderischen Händen, was uns das karge Leben schuldig bleibt. Und diese sogenannte Wirklichkeit – was wird aus ihr, was bleibt von ihr? Auch das, was wir erlebt haben, wird blaß und schattenhaft und irgend einmal zerrinnt es, so wie ein Traum zerrinnt.“ Gegen den ärztlichen Ratschlag nimmt Amberg die Sache schwer: „Wozu weiterleben!, – schrie und klagte es in mir. – Warum bin ich aufgewacht! Mit aller Kunst haben sie mich in die Ödigkeit des Alltags hinübergerettet.“ Immer noch überprüft Amberg seine Armverletzung nicht daraufhin, ob es sich um eine Rissquetschung oder eine Schusswunde handelt, denn „seine Zweifel bezüglich seiner Variante der Geschichte sind bereits so groß und sein Ziel bereits so gefährdet, dass die durch die Überprüfung der Wunde eventuell verschaffte Gewissheit seinen Todesstoß bedeuten würde.“ Stattdessen flüchtet Amberg sich in Schlaf, doch als er aufwacht, meint er den Morweder Pfarrer an seinem Krankenbett zu erblicken, der ihm bestätigt, er hätte die Morwede-Handlung tatsächlich erlebt, doch sollten die Ereignisse vertuscht werden: „Man wünscht an höherer Stelle nicht, über Ausbrüche einer revolutionären Gesinnung unter der Bauernschaft Bericht erstatten zu müssen.“ Es gäbe „Zeugen, die schweigen müssen. Und Sie, Doktor, werden schweigen, nicht wahr?“ Der Pfarrer korrigiert außerdem Ambergs Meinung, dass des Freiherrn chemo-politisches Experiment gescheitert wäre: „Er hat sich nicht geirrt. Er wollte die Welt zum Glauben zurückführen […]. Aber der Glaube? Jede Zeit hat ihren Glauben, und der Glaube unserer Tage, das wußte ich schon lange, der Glaube unserer Tage ist“; Amberg ergänzt den abgebrochenen Satz des Pfarrers: „Der Umsturz?“ Amberg schließt die Augen und denkt nach. Als er die Augen wieder öffnet, ist der Pfarrer fort und niemand hat ihn gesehen, was aber der Prognose des Pfarrers entspricht, es seien „Kräfte am Werk, die Sache niederzuschlagen“ und „hier im Krankenhaus einen sehr unbequemen Zeugen“ dazu zu bringen zu glauben, „daß alles, was Sie erlebt haben, nur ein Fiebertraum gewesen ist“. Diese Kräfte würden auch dafür sorgen, dass sein Gespräch mit Amberg unbezeugt blieb: „Geben Sie acht, […] wenn ich das Haus verlassen habe, wird niemand mich gesehen haben wollen.“ Damit wendet der Pfarrer (oder Amberg) eine „Immunisierungstechnik der Verschwörungstheorie“ an: Eine etwaige falsifizierbare Aussage über den Pfarrer-Aufenthalt im Krankenhaus avanciert zu einer Verifizierung der vermeintlichen Verschwörung zur Vertuschung der Morwede-Ereignisse, und „der Umstand, dass niemand seine [=Ambergs] Erinnerungen bezeugen will, beweist ihm ihre Wahrhaftigkeit.“ Ambergs Vorteil: Ohne das anscheinende Auftreten des Pfarrers „wäre Ambergs Liebesbeziehung mit Bibiche verloren gewesen, Amberg hätte sein Ziel nicht erreicht und sein Leben verwirkt“. Zum Abschluss des Krankenhaus-Aufenthalts trifft Amberg noch in der Klinik wieder auf Bibiche, die tatsächlich als verheiratete Frau in Osnabrück lebt. In kurzem Smalltalk deutet Amberg „Mitleid und Trauer“ in ihre Stimme hinein und in den Blick ihrer Augen: „Nimm dich in acht! Verrat mich nicht!“ Amberg tut es nicht, sondern verbirgt seine Ansichten und verlässt als geheilt das Krankenhaus, „eine Lösung, mit der zumindest der Ich-Erzähler offenbar leben kann.“

## Textanalyse
Bei St. Petri-Schnee handelt es sich um einen in Ich-Form erzählten Roman, der mit Elementen des Kriminalromans oder des Verschwörungskrimis spielt, auch als proleptischer Rätselroman bezeichnet und von der Phantastik-Forschung „(großteils) zu eben diesem Genre“ gezählt wird, doch auch eine „Auslegung der Handlung als eine psychoanalytische Krankengeschichte“ ist möglich sowie als Liebesgeschichte der besonderen Art. „Die Liebesgeschichte mit Bibiche bedeutet für Amberg nämlich viel mehr: Er schafft sich durch sie eine neue Identität. Eine, in welcher er nicht mehr nur den durchschnittlichen Arzt darstellt, der es weder beruflich noch privat zu etwas gebracht hat. Seine neue Identität zeigt ihn als Geachteten, Begehrten, von einer Unerreichbaren Geliebten“. Insgesamt ist das, „was an Sankt Petri-Schnee auffällt, […] die Konsequenz, mit der darin gegen genretypische Regeln verstoßen wird.“
Der Text ist dabei in Rahmen- und Binnenhandlung unterteilt, wobei die Handlung in Morwede (Binnenhandlung) als Analepse der Gegenwartshandlung im Krankenhaus erzählt wird. Die Rahmenhandlung beginnt am 2. März 1932, die Binnenhandlung bereits mehr als Jahr früher, mit gesteigertem Textanteil während der Morwede-Handlung, die nach dem 25. Januar 1932 einsetzt. Ort der Rahmenhandlung ist das Städtische Krankenhaus Osnabrück, in der Binnenhandlung kommen Berlin hinzu sowie Morwede, ein fiktives Dorf bei Rheda.

### Themen
„Die Morwede-Geschichte hat zwei Handlungskerne: zum einen die chemische Produktion eines Rauschmittels, das die Menschen in Morwede und Umgebung zum wahren Gottesglauben zurückführen und das Kaisertum des Staufer-Reichs restituieren soll, und zum anderen eine Liebesnacht mit der Chefchemikerin Bibiche.“ Während der erstgenannte Handlungskern für den politisch desinteressierten Amberg außerhalb der Morwede-Handlung wenig Folgen hat, ist der zweitgenannte Handlungskern für Amberg entscheidend: „Die Liebesbeziehung ist für ihn notwendiger Teil seiner Identität [...] und somit lebensnotwendig geworden.“ Dieser notwendige Teil der Identität bildet für den energisch liebenden Dr. Amberg die höchste Lebenspriorität und macht den Roman zu einem Manifest von Ambergs Identitätsverteidigung: Für Amberg „hängt von diesem fraglichen Zeitraum [einiger Wochen] sein ganzes Leben ab.“
Wahn und Wirklichkeit
In der Sekundärliteratur gibt es Tendenzen, der „unauflösbaren Mehrdeutigkeit“ des Romans durch eindeutige Interpretation ein Ende zu bereiten. In der Minderheitenposition bezeichnet der Kommunikationswissenschaftler Peter Lauener (* 1969) die Morwede-Version „als die eindeutig glaubhaftere“ Variante des Geschehens, während die Mehrheitsposition die Morwede-Handlung als Traumgespinst des Ich-Erzählers abtut. In der Mittelposition betont die Germanistin Michaela Bilgeri, „dass es gerade nicht um eine Auflösung der Mehrdeutigkeit zu Gunsten einer eindeutigen Version der Geschichte, sondern um die Aufrechterhaltung derselben geht“ und „dass die Frage nach dem Wirklichkeitsstatus nicht im Vordergrund des Romans St. Petri-Schnee steht“, sondern die Frage nach dem „komplizierten und kunstvollen Umgang mit der Doppeldeutigkeit“. Laut Bilgeri ist „eine Rückführung auf eine eindeutige Lesart unmöglich“, da alle „von Perutz gesetzten Signale, die einer der beiden Lesarten den Vorrang zu geben scheinen, […] mit einem anderen Signal sogleich wieder revidiert oder zumindest relativiert [werden]. Andere Textsignale lassen sich gar als Erklärung beider Versionen heranziehen.“ Für den Literaturwissenschaftler Ulrich Baron (* 1959) sind die Morwede-Ereignisse dagegen „die Geschichte eines elaborierten und gegenüber der Wirklichkeit abgesicherten Wunschtraums“, der Amberg glauben lässt, dass „sich seine unerwiderte Liebe zur griechischen Chemikerin Bibiche erfüllt habe.“ Doch nicht nur hinsichtlich der Liebe zu Bibiche ist die Morwede-Handlung für Amberg „auf allen Ebenen erfüllender und vor allem viel interessanter“, sondern allgemein „in erotischer, ereignishafter und politischer Hinsicht“, so die Germanistin Elisabeth Johanna Koehn (* 1982): „Sie ist die Gegenwelt zu der entzauberten Welt des Krankenhauses.“ Für den mittelmäßigen Arzt Dr. Amberg stellt also die aufregende Welt der Rebellion (Morwede-Handlung) gleichzeitig eine Rebellion gegen die öde Welt innerhalb und außerhalb des Krankenhauses dar, in die letztlich die eingebildete oder tatsächliche Figur des Morwede-Pfarrers eintritt. „Doch was sagt das Auftreten dieser Traumgestalt [=Pfarrer] dann über jenen Teil der Handlung, der bislang als realistisch verstanden wurde? Wenn das Auftauchen des Pfarrers im Krankenhaus eine Fiktion Ambergs ist, warum nicht auch das [des Assistenzarztes] Dr. Friebe[], ja die ganze Klinik? Kann es sich bei beiden [...] Versionen der Geschichte nicht ebensogut um die widerstreitenden Wunsch- und Alpträume eines Sterbenden handeln[?]“, fragt sich auch Ulrich Baron. Damit stellt der etwaige Auftritt des Pfarrers ebenso wie der etwaige Autounfall eine Gabelung und Bruchstelle für Amberg dar: „Am Ende des Romans eröffnet ihm der Pfarrer die Lösung seines Rätsels: ihn glauben zu machen, alles Geschehene in Morwede wäre ein Fiebertraum gewesen, sei Teil einer Verschwörung gegen ihn, denn man wolle ihn als unliebsamen Zeugen dadurch zum Schweigen bewegen. Dies ist Ambergs Lösung des Rätsels. […] Die LeserInnen hingegen [...] bleiben bis zum Schluss im Unklaren, welche der beiden Varianten denn nun die Richtige sei.“
Variantenreichtum als Folge eines Todeskampfs
Die Möglichkeit, dass die in St. Petri-Schnee vorhandenen Handlungs-Varianten „die widerstreitenden Wunsch- und Alpträume eines Sterbenden“ sein könnten, nimmt Michaela Bilgeri verändert auf: „Demnach würde die Wirklichkeit des Krankenhauses den Sieg des Lebens bedeuten und die Morwede-Handlung müsste als Todeskampf Ambergs, der sich in einem Fiebertraum äußert, verstanden werden“, so Bilgeri, die andeutet, einige in der Morwede-Variante der Geschichte auftretende Personen repräsentierten einen Gut-Böse-Dualismus beim mit dem Tode ringenden Amberg: „Eine Darstellung der Morwede-Handlung als Agonie verfestigt sich, bezieht man die Textsignale zweier um Ambergs Seele kämpfender Instanzen mit ein. Der Baron und Federico werden dabei mit dem Bösen konnotiert, der Schullehrer und der Pfarrer mit dem Guten.“ Zwar geht Amberg aus diesem Todeskampf als Sieger hervor. „Ein Leben, ohne die Gewissheit, mit Bibiche vereint gewesen zu sein, ist für ihn allerdings nicht lebenswert und so kämpft er um sein zweites Leben: jenes mit Bibiche. Dafür muss seine Version der Geschichte allerdings, zumindest für ihn, glaubhaft sein.“
Variantenreichtum als Folge einer Schizophrenie
Verschiedene Textsignale deuten auf eine Ich-Störung des dann nicht nur mit „möglicherweise beeinträchtigtem Erinnerungsvermögen“ geschlagenen Patienten Dr. Amberg hin:
- Wahn und Wirklichkeit sind dadurch raumzeitlich miteinander verzahnt, dass Amberg während der Morwede-Handlung mehrfach von einer Vision seines Zustands im Krankenhaus heimgesucht wird. Ambergs eigener Ansicht nach am stärksten wird diese Verzahnung beider Varianten während eines Gesprächs mit dem Freiherrn deutlich, während dessen Amberg sich plötzlich fühlt „als wäre ich gar nicht mehr da, als läge ich irgendwo in einem Krankenzimmer im Bett, ganz deutlich hatte ich diese Empfindung […] und ich hörte die leisen Schritte der Krankenschwester.“[88] Amberg fühlt in diesen Momenten, dass sich sein „‘Bewusstsein auf eine eigentümliche Art spaltete‘, nämlich in dem Sinne, dass er sich gleichzeitig in Morwede und im Krankenhaus befindet“.[89]
- Der bei schizophrenen Menschen stärker schwankenden Wahrnehmung der Zeitdauer[90] fällt Amberg während der Morwede-Handlung mehrfach zum Opfer: „Er nennt selber immer wieder Daten und Uhrzeiten als zeitliche Markierungen seiner Erzählung, muss aber feststellen, dass gerade die Orientierung an der chronologischen Zeit die Diskrepanz zu seiner psychologischen Zeit sichtbar macht und für ihn zu einem Leidensdruck wird. Denn seine Zeit scheint viel langsamer zu vergehen als die chronologische und das ist ihm auch bewusst.“[91]
- Zu den Hinweisen auf eine Ich-Störung Ambergs gehören nicht nur „fragwürdige raumzeitliche Verschiebungen, außerdem bildet das Krankenhauspersonal wie selbstverständlich den Schauspielstab seines persönlichen Traumstücks“:[92] Eine aufständische Morweder Bäuerin tritt als Krankenschwester auf, Fürst Praxatin als Krankenwärter. Elisabeth Johanna Koehn führt dazu aus: „So erklärt etwa der Psychiater Klaus Conrad […], die Erfahrung des Schizophrenen sei, ‘als erlebte der Kranke sich selbst inmitten einer seltsam veränderten Welt, in der alles wie eine Kulisse aufgebaut, für ihn hergerichtet sei, um ihn zu prüfen oder zu täuschen, in der das Bekannte fremd und das Fremde bekannt, er selbst aber bei alledem zu völliger Passivität verurteilt ist‘.“[93]
- Einen weiteren Hinweis auf eine Ich-Störung Ambergs bietet der Text unmittelbar nach Erwachen Ambergs im Krankenzimmer, als Amberg erklärt, „durch eine rätselhafte Spiegelung mich selbst gesehen“ zu haben.[5] Bilgeri konstatiert daher gelegentliche „Gefühle des Außer-sich-Seins, dass er sich und seine Handlungen lediglich von außen betrachtet.“[94]

Spuren einer Ich-Störung zeigen sich allerdings nicht erst nach dem etwaigen Auto-Unfall und der somit durch ein Schädel-Hirn-Trauma möglichen Organischen Psychose, sondern laut dem jedoch nach dem etwaigen Auto-Unfall verfassten Bericht Ambergs bereits vorher: Entsprechend der Äußerung mancher Patienten einer Ich-Störung, dass sie sich von außen ferngesteuert fühlen, wird Amberg in dem Roman bereits vor dem etwaigen Auto-Unfall „als eine passive, gelenkte Person beschrieben“.

### Figuren
Hauptfigur (Ich-Erzähler)
- Georg Friedrich Amberg: Dr. Amberg hat in dem Roman einerseits die Rolle als „unzuverlässiger Ich-Erzähler“[96] inne, erscheint „äußerst ambivalent und von fragwürdiger Zurechnungsfähigkeit“,[87] ist aber die einzige Informationsquelle für den Leser. Das Äußere dieses „perfekten Kandidaten der ‘todorovschen‘ Unschlüssigkeit“[97] wird zu Beginn des Romans nur kurz als „abgemagert, unrasiert und mit verbundenem Kopf“[5] geschildert, seine Biographie dagegen ausführlicher: „Meine Mutter verlor ich wenige Monate nach meiner Geburt. Mein Vater war ein Historiker von Ruf, die Geschichte Deutschlands bis zum Interregnum war sein Spezialgebiet. In den letzten Jahren seines Lebens hielt er an einer mitteldeutschen Universität Vorlesungen“ unter anderem über Friedrichs II. Verwaltungsreformen.[98] Mit 14 Jahren ist Amberg Vollwaise geworden, anschließend bei einer wortkargen Tante aufgewachsen, die ihn vom Geschichtsstudium abhält und trotz seines Widerstands Arzt werden lässt: „ein Arzt von durchschnittlichem Wissen und Können, wie es ihrer viele gibt, mit einem Jahr Spitalpraxis, ein Arzt ohne Patienten, ohne Geld, ohne Verbindungen und, was das Schlimmste ist, ohne innere Neigung für meinen Beruf.“[99] Nach Morwede kommt Amberg, „um ein anderes Leben zu beginnen, ein Leben, an das ich nur geringe Erwartungen und kaum eine Hoffnung knüpfte“.[100] Die Identität des politisch desinteressierten[71] Amberg zeichnet sich, „bevor er nach Morwede kommt, durchaus noch durch Mittelmäßigkeit, wenn nicht Versagertum aus“,[101] doch als ein schon in Berlin „heimlich brennender Liebhaber“[102] Bibiches findet die „zweifelhafte Autoritätsfigur“[87] Dr. Amberg während der Morwede-Handlung sein Liebesglück mit der in Berlin noch spröd-stolzen Griechin. Gleichzeitig droht Amberg daher in der Rahmenhandlung durch die Wiedererlangung des Realitäts- den Lebenssinn zu verlieren, falls die Morwede-Handlung sich als Fiedertraum entpuppt, was er mit allen Mitteln zu verhindern sucht.

Nebenfiguren (Auswahl)
- Bibiche (eigentlich: Kallisto Tsanaris): Ihr Vater war Adjutant des griechischen Königs und wurde im zeitlichen Umfeld der Ausrufung der griechischen Republik standrechtlich verurteilt und erschossen.[103] Ein halbes Jahr arbeitete Bibiche am Berliner Bakteriologischen Institut mit Amberg zusammen, hat dort „nicht mehr als zehn Worte“ mit Amberg gewechselt[104] und begegnete allgemein „allen Annäherungsversuchen mit der gleichen abweisenden Kühle“.[14] Die in Berlin noch für Amberg unerreichbare,[101] spröde und stolze[16] Griechin „war verwöhnt, umworben, sie brauchte Luxus“,[105] verhält sich während der Morwede-Handlung dagegen kokett[16] und avanciert für Amberg zum Symbol der „Selbstbefreiung […] von Macht und Gehorsam hin zu Selbständigkeit“.[68] Es schädigt Ambergs Identität auch nicht, dass Bibiche in der Rahmenhandlung als Frau des Osnabrücker Oberarztes abermals unerreichbar ist: Ambergs Liebe bleibt „zwar eine unerfüllte, da Amberg keine gemeinsame Zukunft mit ihr [=Bibiche] haben kann, aber das alleinige ‘Wissen‘ um ihre Liebe genügt ihm bereits – ihre Treue braucht er nicht.“[106] Denn, so Amberg: „Eine Nacht lang hatte sie mir gehört. Und diese Nacht blieb mir, die konnte mir niemand entreißen, sie lag in meinem Leben eingeschlossen wie der dunkelrote Almandin in einem Stück Granit.“[107]
- Freiherr Baron von Malchin: Dieser reaktionäre Sonderling hat ein hartes,[108] „scharf geschnittenes“[24] Gesicht, einen schmalen Kopf mit einer hohen Stirne und angegrauten Schläfen[109] sowie ein Herz, das „durch politische Wunschträume und eine andere Droge, den Whisky, arg überstrapaziert war“,[110] so dass der Freiherr während der Morwede-Handlung nicht aufgrund einer Gewalttat infolge des aus der Bahn geratenen Mutternkorn-Experiments stirbt, sondern am Herzinfarkt infolge ungesunder Lebensweise, zu der auch Zigarren gehören. Dass der Freiherr stockkonservativ ist, wirkt sich auch auf die Bewirtschaftung seiner Güter aus: „Ich liebe dieses maschinentolle Zeitalter nicht sehr. Sie werden […] hier auf meinem Gut weder Traktoren noch Saatmaschinen sehen, sondern nur das Pferd, den Knecht, den Pflug.“[111]
- Arkadij Fjodorowitsch Praxatin (Binnenhandlung) / Krankenwärter (Rahmenhandlung): Der exilierte Fürst Praxatin trauert – außer während seines kommunistisch-umstürzlerischen Sankt-Petri-Rausches – in der Binnenhandlung seiner zaristischen Heimat im Allgemeinen, durch die Oktoberrevolution nicht mehr eintreibbaren Spielschulden im Speziellen nach,[112] während sein Alter Ego, der Krankenwärter, ein eingeschriebener Kommunist ist.[113] Der Freiherr sagt über den Fürsten: „Sie können von ihm jede Sorte von Kartenspiel und die spezifisch russische Art der Weltbetrachtung lernen.“[114] Fürst und Krankenwärter haben weißblondes Haar,[115] sind „herkulisch“ gebaut:[116] „Dieser mächtige Körper, das zurückfliehende Kinn, die tiefliegenden, wasserblauen Augen“[116] sind Fürst und Krankenwärter ebenso gemein wie die niedrige Stirn und die vorspringenden Backenknochen.[117] Allerdings wird die fürstliche Narbe an der Oberlippe beim Krankenwärter durch einen Schnurrbart unsichtbar.[116]
- Federico: Der zum Zeitpunkt der Morwede-Handlung fünfzehnjährige[118] letzte Staufer (laut Schullehrer allerdings nur „ein unehelicher Sohn des Herrn Baron“)[36] hat große, „blaue, von Silberreflexen überstrahlte Augen, die wie Irisblumen waren.“[21] Der Freiherr hat den Sohn eines im oberitalienischen Bergamo lebenden Tischlers aus „einem sehr armseligen Leben“ gerissen und „liebt ihn vielleicht sogar noch mehr als sein eigenes Kind.“[119] Amberg erkennt in Federico das im Osnabrücker Antiquitätenladen erblickte Marmorrelief Friedrichs II. wieder, und für beide Staufer-Sprösslinge gilt: „Der Mensch, der diese Züge trug, war, so schien es mir, zugleich der wildesten und der zartesten Regungen fähig.“[21] Die wildesten Regungen kommen dann zum Tragen, als der wegen einer Maßregelung bei der ersten Begegnung mit Amberg gekränkte Federico ein zunächst spielerisches Fecht-Duell mit Amberg zu einem blutigen Kampf ausarten lässt, in dessen Verlauf Amberg an der Schulter verletzt wird – so zumindest Ambergs Deutung einer Wunde, die das Krankenhauspersonal auf einen Auto-Unfall zurückführt.[120]
- Der Pfarrer von Morwede: In ihm findet der Freiherr für sein Mutterkorn-Experiment „einen stillen Widerstand, den er nicht zu überwinden vermochte“,[121] obwohl der Freiherr auf eine gesteigerte Bedeutung des Christentums durch sein Experiment hofft, was auch des Pfarrers Bedeutung erhöhen würde. Der Pfarrer jedoch konstatiert: „Die Kirche Christi hat nichts mit dem, was dieser Mann im Sinn hat, zu schaffen.“[122] Kraft Amtes wäre der Pfarrer eine Autoritätsfigur, so wie auch Amberg als Arzt eine Autoritätsfigur zu sein hätte, aber eine „zweifelhafte Autoritätsfigur“ ist.[87] Allerdings wird der Pfarrer vom Freiherrn offen als nachgiebig charakterisiert[114] und taucht daher erst spät als ernst zu nehmender Gegner des Freiherrn auf und in der Rahmenhandlung als Deus ex machina an Ambergs Krankenbett: „Neben Amberg selbst ist dieser Geistliche die einzige Person des Romans, die nicht nur in beiden Sphären der Handlung auftritt, sondern sich selbst auch dazu bekennt.“[80] Der Pfarrer (oder die Vorstellung von ihm) ist es, der im Krankenhaus Amberg davon überzeugt, „daß er schweigen müsse, um seine Geliebte, die griechische Chemikerin mit dem Kosenamen Bibiche, nicht zu kompromittieren“ in deren Rolle als Oberarzt-Gattin.[123]
- Der Schullehrer von Morwede: „Er hatte ein mageres, faltiges Gesicht, das schüttere Haar trug er lang und auf genialisch frisiert, seine Kleidung zeigte eine sicherlich gewollte Unordnung, die wohl bedeuten sollte, daß er erhaben über Äußerlichkeiten sei, und es gelang ihm tatsächlich, so auszusehen, wie man sich etwa einen reisenden Vortragskünstler vorstellt.“[124] Dieser freigeistige Humanist steht dem stockkonservativen Freiherrn feindlich gegenüber – allerdings als „ein wenig umgänglicher Charakter“ nicht nur dem Freiherrn, sondern auch anderen Zeitgenossen, denn der Schullehrer nimmt ganz allgemein „kein Blatt vor den Mund, nenne die Dinge beim rechten Namen“.[23]
- Die aufständische Morweder Bäuerin (Binnenhandlung) / Pflegeschwester (Rahmenhandlung): Ebenso wie der Krankenwärter (alias Fürst Praxatin) tritt sie in Ambergs Augen sowohl in der Morweder Binnenhandlung als auch in der Rahmenhandlung im Osnabrücker Krankenhaus auf, bekennt sich aber – anders als der Morweder Pfarrer – nicht zum Auftauchen in beiden Sphären. Ähnlich wie Bibiche ändert sie zwischen Binnen- und Rahmenhandlung ihren Charakter: Während sie sich während des Morweder Rauschgiftler-Aufstands „wie eine Megäre“ gebärdet,[7] agiert sie in ihrer Rolle als Pflegeschwester phlegmatisch: „In ihrem Gesicht war ein Ausdruck von selbstzufriedener Einfalt“.[7]

## Textausgaben (Auswahl)
- St. Petri-Schnee. Herausgegeben und mit einem Nachwort von Hans-Harald Müller. Zsolnay, Wien 2007. ISBN 978-3-552-05420-2.
- Sankt Petri-Schnee. Lizenzausgabe. Herausgegeben und mit einem Nachwort von Hans-Harald Müller. Deutsche-Buchgemeinschaft, Berlin 1988.
- St. Petri-Schnee. Zsolnay, Wien 1951.
- St. Petri-Schnee. Zsolnay, Wien 1933.

## Adaptionen
- Modergoddesbrand, Hörspiel (1989).[125]
- St. Petri Schnee, Verfilmung (1991).[126]